# Sérou
Sérou est l'un des douze arrondissements de la commune de Djougou dans le département de la Donga au Bénin.

## Géographie
Sérou est situé au centre-ouest du Bénin et compte 5 villages que sont Alfa-kpara, Bouloum, Bounvari, Dewa et Sérou.

## Démographie
Selon le recensement de la population de 2013 conduit par l'Institut national de la statistique et de l'analyse économique (INSAE), Sérou compte 15 362 habitants  .